# Jüdischer Friedhof (Aach)

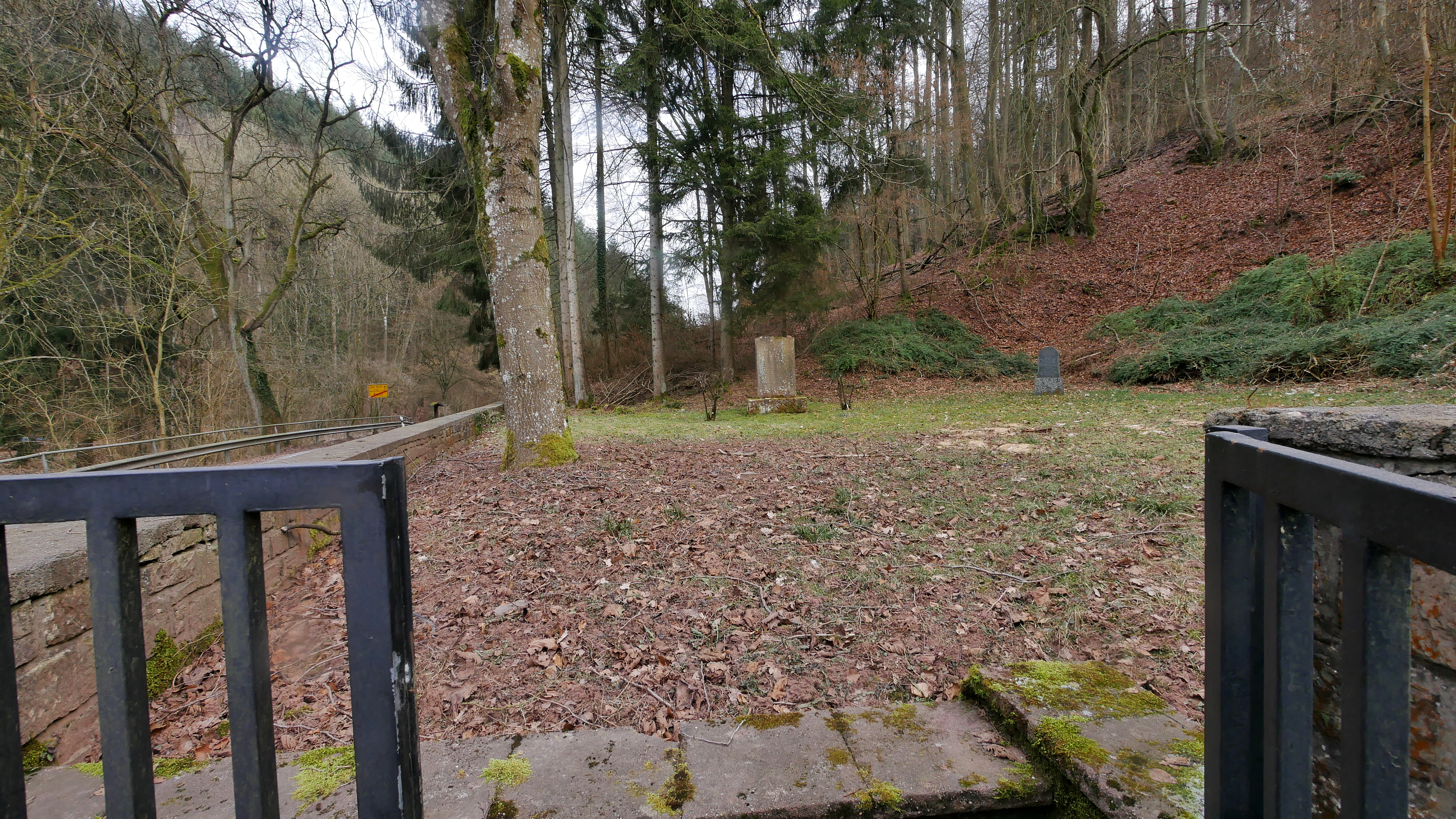
Jüdischer Friedhof am südlichen Ortseingang (März 2018)

Der Jüdische Friedhof Aach ist ein Friedhof in Aach, einer Ortsgemeinde im Landkreis Trier-Saarburg in Rheinland-Pfalz.
Der jüdische Friedhof liegt am Ortsausgang in Richtung Trier unmittelbar rechts der Trierer Straße.
Auf dem Friedhof, der vermutlich im 19. Jahrhundert angelegt und bis in die erste Hälfte des 20. Jahrhunderts belegt wurde, befindet sich ein einzelner Grabstein für Samuel Levy und seinen im 1. Weltkrieg gefallenen Sohn Adolf Levy.

## Geschichte
Es ist nicht bekannt, wann der jüdische Friedhof in Aach angelegt wurde. 1930 wurde er erweitert und instand gesetzt. Nach 1945 wurde ein Denkmal mit 30 Namen der auf dem Friedhof Beigesetzten aufgestellt. Ein Grabstein für Samuel Levy und seinen Sohn Adolf Levy wurde wieder aufgestellt.

### Friedhofsschändungen
Durch einige Angehörige der Hitlerjugend, die nicht aus Aach stammten, wurde der Friedhof 1942 – in der NS-Zeit – geschändet. Dabei wurden mehrere Grabsteine zerstört. In der Folgezeit wurden alle Grabsteine zerstört, der Friedhof wurde abgeräumt.